# Karl Schöchlin
Karl Friedrich Schöchlin (ur. 13 czerwca 1894 w Santiago, zm. 7 listopada 1974) – szwajcarski wioślarz, złoty medalista olimpijski.
Schöchlin znalazł się w reprezentacji Szwajcarii na igrzyska olimpijskie w Paryżu w 1924 roku. Został zgłoszony do startu w ósemkach i dwójkach ze sternikiem, jednak ostatecznie nie wystartował. Na rozgrywanych cztery lata później igrzyskach olimpijskich w Amsterdamie Szwajcarzy w składzie: Hans Schöchlin, Karl Schöchlin i Hans Bourquin (sternik) zdobyli złoty medal w dwójkach ze sternikiem. W finale wyprzedzili Francuzów o 5,8 sekundy. 
Ponadto w czwórkach ze sternikiem zdobywał srebrne medale na mistrzostwach Europy w Lucernie (1926), mistrzostwach Europy w Como (1927) oraz brązowy na mistrzostwach Europy w Paryżu (1931). Zdobył również trzy medale w ósemkach: złoty na mistrzostwach Europy w Pradze (1925) oraz srebrne na mistrzostwach Europy w Como (1923) i mistrzostwach Europy w Zurychu (1924). Na mistrzostwach Europy w Barcelonie (1922) zwyciężył w dwójkach podwójnych, a na mistrzostwach Europy w Mâcon (1920) był w tej konkurencji drugi. Ponadto wywalczył srebrny medal w czwórkach bez sternika na mistrzostwach Europy w Liège (1930).
Hans Schöchlin był jego starszym bratem.